# 장삭
장삭은 우리의 전통 한선(韓船)에서 배의 바닥판이나 타판(舵板)을 고착하는데 사용되는 가로로 길게 연결하는 긴 나무못을 말한다.